# 센카쿠 열도 중국 어선 충돌 영상 유출 사건

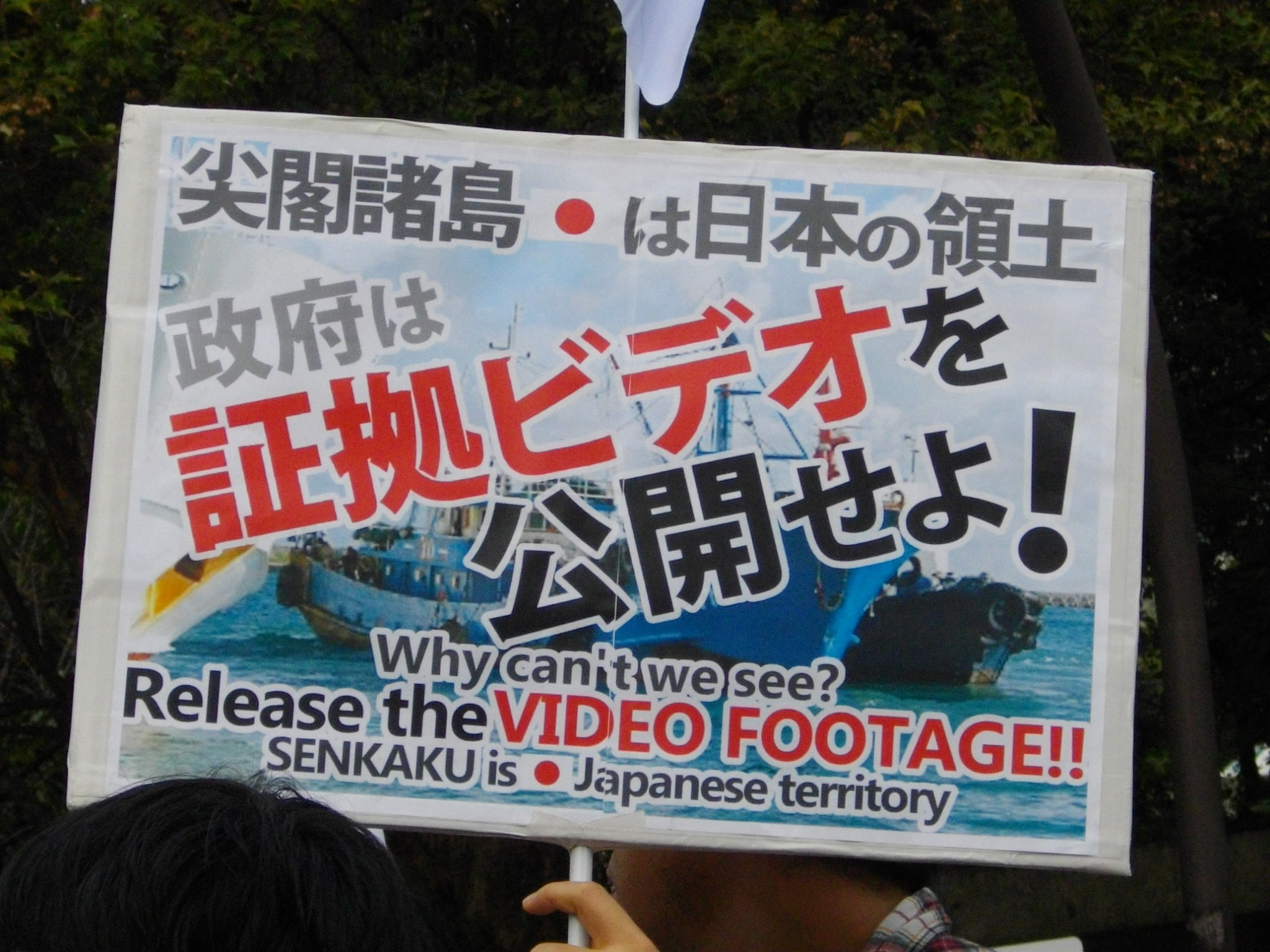
센카쿠 제도 중국 어선 충돌 영상 공개를 요구하는 피켓

센카쿠 제도 중국 어선 충돌 영상 유출 사건(일본어: 尖閣諸島中国漁船衝突映像流出事件 센카쿠쇼토추고쿠교센쇼토쓰에조류슈쓰지켄[*])은 센카쿠 열도 중국 어선 충돌 사건이 발생할 때 일본 해상보안청 이시가키 해상 보안부가 녹화하고, 나하 지방 검찰청이 보관하고 있던 영상이 해상 보안관에 의해 인터넷 동영상 공유 사이트 유튜브에 공개되어 유출된 사건이다. 센카쿠 비디오 유출 사건이라고도 불린다.

## 개요
2010년 11월 4일, sengoku38이라는 ID로 6분할된 총 44분에 달하는 영상을 11월 4일 21시경 업로드하였다. 11월 5일 동영상은 삭제가 되었지만, 이미 인터넷으로 퍼진 후였다. 해상보안청은 피의자를 국가 공무원법 기밀 위반, 부정 액세스 금지법 위반, 절도, 횡령 혐의로 경시청과 도쿄 지방 검찰청에 고발했다. 11월 10일, 고베에 있던 해상보안관이 자신이 영상을 유출시켰다고 상사에게 자수하였다. 해상보안관은 해상보안청 직원이라면 누구나 볼 수있는 상태였다고 진술하였으며, 이어 한사람이라도 많은 사람에게 멀리 떨어진 일본의 바다에서 일어나는 사건을 보고, 한사람 한사람이 생각하여 판단하고 행동하기를 원했다고 밝혔다.